# 1395 Aribeda
1395 Aribeda è un asteroide della fascia principale. Scoperto nel 1936, presenta un'orbita caratterizzata da un semiasse maggiore pari a 3,2047891 UA e da un'eccentricità di 0,0533855, inclinata di 8,65129° rispetto all'eclittica.
Il suo nome è l'acronimo di Astronomiches Rechen-Institut, Berlin-Dahlem.